# Hénin-sur-Cojeul
Pour les articles homonymes, voir Henin et Cojeul (homonymie).
Hénin-sur-Cojeul est une commune française située dans le département du Pas-de-Calais en région Hauts-de-France. Ses habitants sont appelés les Héninois.
La commune fait partie de la communauté urbaine d'Arras qui regroupe 46 communes et compte 109 776 habitants en 2021.

## Géographie

### Localisation
Localisée dans le sud-est du département du Pas-de-Calais, Hénin-sur-Cojeul est une commune drainée par le Cojeul et située, à vol d'oiseau, à 8 km au sud-est de la commune d’Arras (chef-lieu d'arrondissement et préfecture du Pas-de-Calais).
Le territoire de la commune est limitrophe de ceux de cinq communes.
Les communes limitrophes sont  Boiry-Becquerelle, Croisilles, Neuville-Vitasse, Saint-Léger et Saint-Martin-sur-Cojeul.

### Géologie et relief
La superficie de la commune est de 6,81 km2 ; son altitude varie de 63  à   106 m.

### Hydrographie
Le territoire de la commune est situé dans le bassin Artois-Picardie.
La commune est traversée par le Cojeul, cours d'eau de 25 km, qui prend sa source dans la commune de Douchy-lès-Ayette et se jette dans la Sensée au niveau de la commune d'Éterpigny, et par le Boiry-Becquerelle appelé aussi Le Petit Cojeul, cours d'eau naturel de 2 km, qui prend sa source dans la commune de Boyelles et se jette dans le Cojeul.

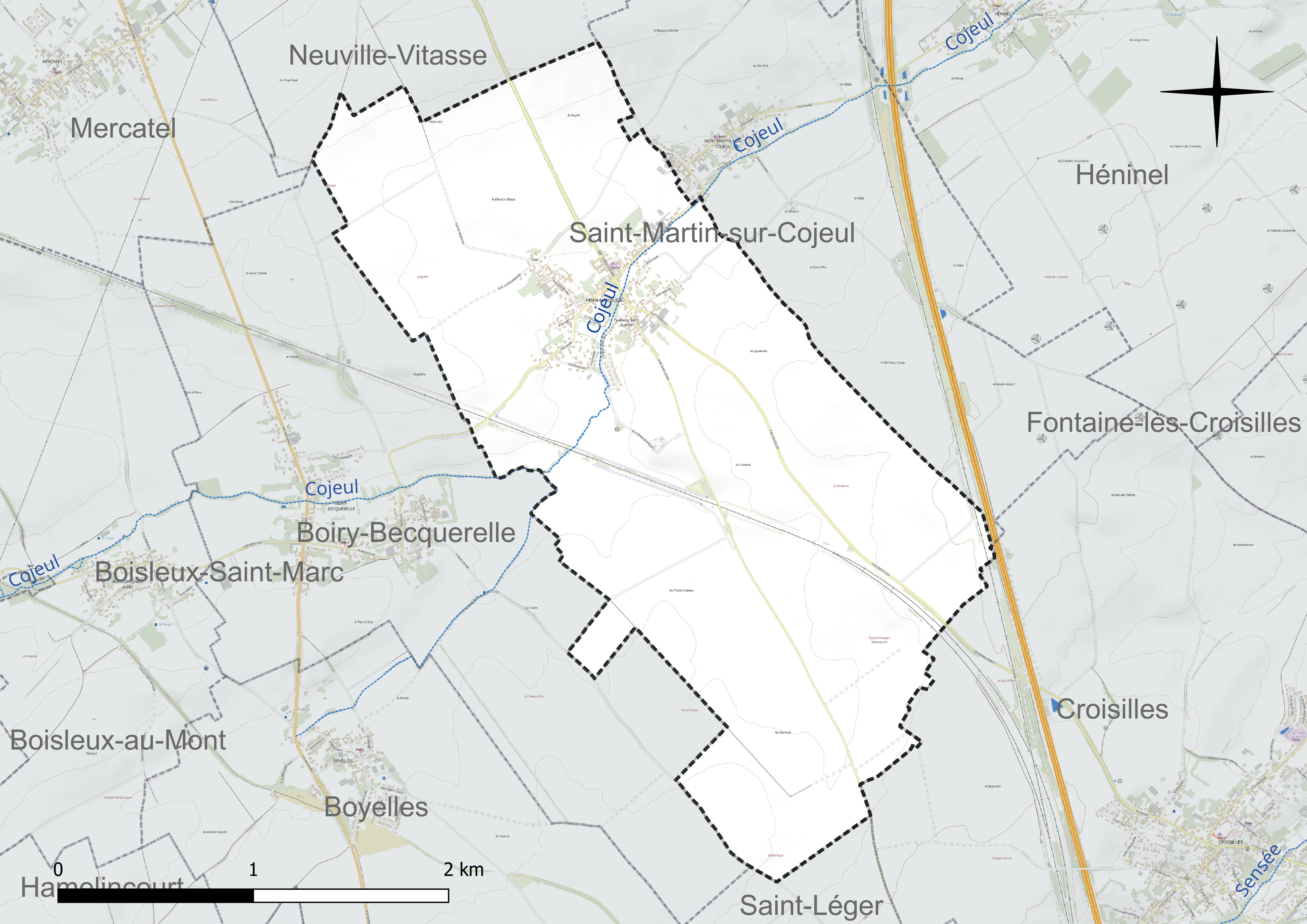
Réseau hydrographique d'Hénin-sur-Cojeul.

### Climat
Pour des articles plus généraux, voir Climat des Hauts-de-France et Climat du Pas-de-Calais.
En 2010, le climat de la commune est de type climat océanique dégradé des plaines du Centre et du Nord, selon une étude du CNRS s'appuyant sur une série de données couvrant la période 1971-2000. En 2020, Météo-France publie une typologie des climats de la France métropolitaine dans laquelle la commune est exposée à un climat océanique et est dans la région climatique Nord-est du bassin Parisien, caractérisée par un ensoleillement médiocre, une pluviométrie moyenne régulièrement répartie au cours de l’année et un hiver froid (3 °C).
Pour la période 1971-2000, la température annuelle moyenne est de 10,5 °C, avec une amplitude thermique annuelle de 14,3 °C. Le cumul annuel moyen de précipitations est de 734 mm, avec 12 jours de précipitations en janvier et 8,9 jours en juillet. Pour la période 1991-2020, la température moyenne annuelle observée sur la station météorologique la plus proche, située sur la commune de Wancourt à 4 km à vol d'oiseau, est de 10,8 °C et le cumul annuel moyen de précipitations est de 711,4 mm,. Pour l'avenir, les paramètres climatiques de la commune estimés pour 2050 selon différents scénarios d'émission de gaz à effet de serre sont consultables sur un site dédié publié par Météo-France en novembre 2022.
| Mois                                  | jan.             | fév.             | mars          | avril         | mai             | juin           | jui.          | août          | sep.          | oct.          | nov.            | déc.             | année      |
| ------------------------------------- | ---------------- | ---------------- | ------------- | ------------- | --------------- | -------------- | ------------- | ------------- | ------------- | ------------- | --------------- | ---------------- | ---------- |
| Température minimale moyenne (°C)     | 1,3              | 1,4              | 3,4           | 5,1           | 8,4             | 11,2           | 13,1          | 13,1          | 10,7          | 7,9           | 4,4             | 1,9              | 6,8        |
| Température moyenne (°C)              | 3,8              | 4,3              | 7,2           | 10            | 13,3            | 16,2           | 18,4          | 18,4          | 15,4          | 11,5          | 7,2             | 4,3              | 10,8       |
| Température maximale moyenne (°C)     | 6,2              | 7,2              | 11            | 14,9          | 18,1            | 21,2           | 23,6          | 23,7          | 20,1          | 15,2          | 9,9             | 6,7              | 14,8       |
| Record de froid (°C) date du record   | −14,1 12.01.1987 | −13,3 07.02.1991 | −9,4 13.03.13 | −4,4 20.04.17 | −1,3 07.05.1997 | 2,3 05.06.1991 | 5,1 31.07.15  | 4,4 02.08.15  | 0,5 30.09.18  | −4 24.10.03   | −8,6 24.11.1998 | −12,8 29.12.1996 | −14,1 1987 |
| Record de chaleur (°C) date du record | 14,9 09.01.15    | 18,2 26.02.19    | 24,3 31.03.21 | 26,8 20.04.18 | 30,5 12.05.1998 | 34,4 18.06.22  | 41,7 25.07.19 | 37,6 06.08.03 | 34,6 15.09.20 | 29,3 01.10.11 | 19,9 07.11.15   | 16,1 07.12.00    | 41,7 2019  |
| Précipitations (mm)                   | 56,7             | 48,7             | 50,2          | 42,7          | 61              | 60,9           | 64,9          | 62,9          | 57,6          | 65,4          | 64              | 76,4             | 711,4      |

### Paysages
Pour un article plus général, voir Paysage en France.
La commune est située dans le paysage régional des grands plateaux artésiens et cambrésiens tel que défini dans l’atlas des paysages de la région Nord-Pas-de-Calais, conçu par la direction régionale de l'Environnement, de l'Aménagement et du Logement (DREAL),. Ce paysage régional, qui concerne 238 communes, est dominé par les « grandes cultures » de céréales et de betteraves industrielles qui représentent 70 % de la surface agricole utilisée (SAU).

### Milieux naturels et biodiversité

#### Espèces faunistiques et floristiques
Le site de l’Inventaire national du patrimoine naturel (INPN) recense plusieurs espèces faunistiques et floristiques sur le territoire de la commune dont certaines sont protégées et d’autres menacées et quasi-menacées.

## Urbanisme

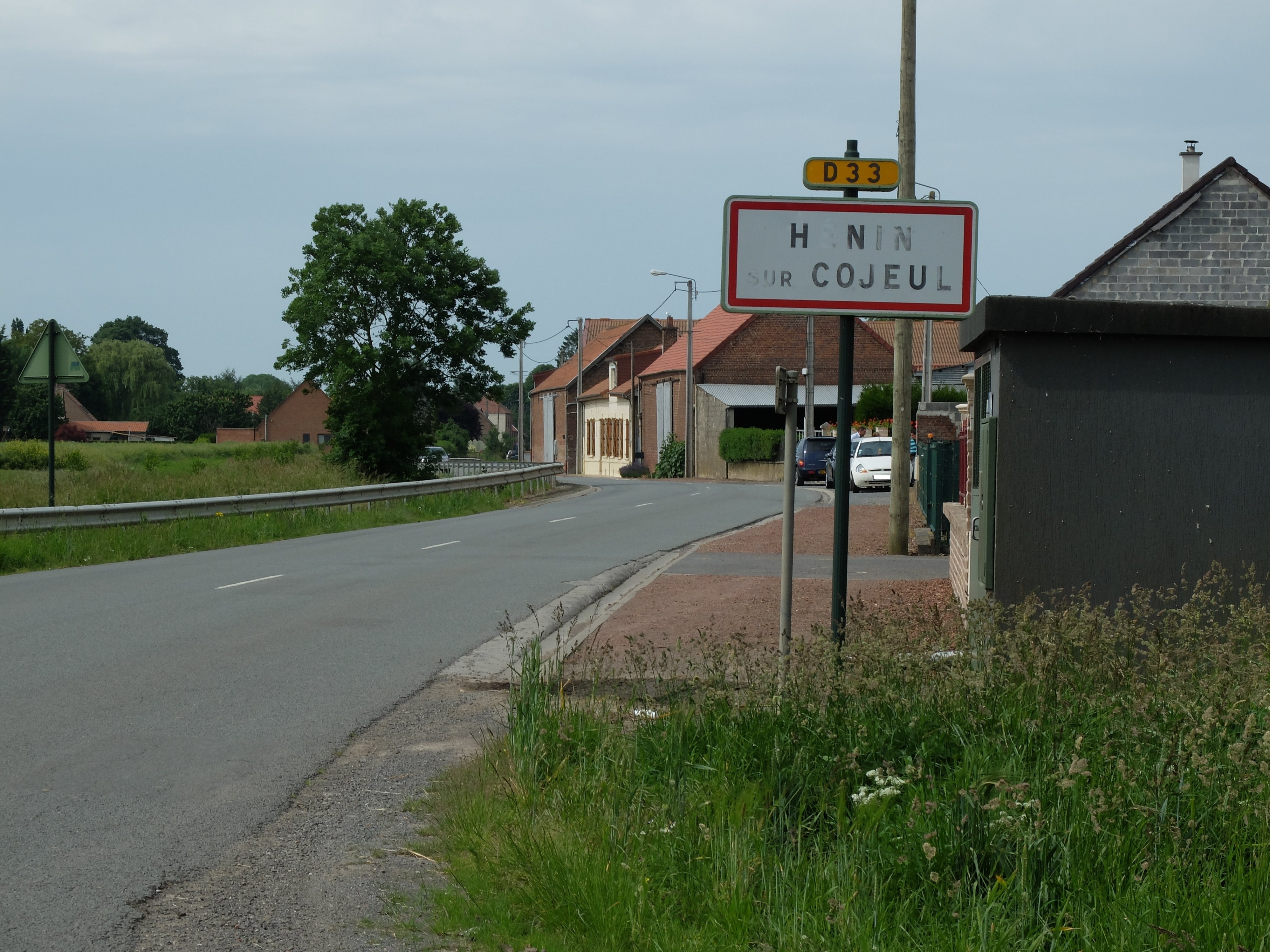
Une entrée de la commune.

### Typologie
Au 1er janvier 2024, Hénin-sur-Cojeul est catégorisée bourg rural, selon la nouvelle grille communale de densité à sept niveaux définie par l'Insee en 2022.
Elle est située hors unité urbaine. Par ailleurs la commune fait partie de l'aire d'attraction d'Arras, dont elle est une commune de la couronne,. Cette aire, qui regroupe 163 communes, est catégorisée dans les aires de 50 000 à moins de 200 000 habitants,.

### Occupation des sols
L'occupation des sols de la commune, telle qu'elle ressort de la base de données européenne d’occupation biophysique des sols Corine Land Cover (CLC), est marquée par l'importance des territoires agricoles (92,8 % en 2018), en diminution par rapport à 1990 (94,1 %). La répartition détaillée en 2018 est la suivante : 
terres arables (92,8 %), zones urbanisées (7 %), zones industrielles ou commerciales et réseaux de communication (0,2 %). L'évolution de l’occupation des sols de la commune et de ses infrastructures peut être observée sur les différentes représentations cartographiques du territoire : la carte de Cassini (XVIIIe siècle), la carte d'état-major (1820-1866) et les cartes ou photos aériennes de l'IGN pour la période actuelle (1950 à aujourd'hui).

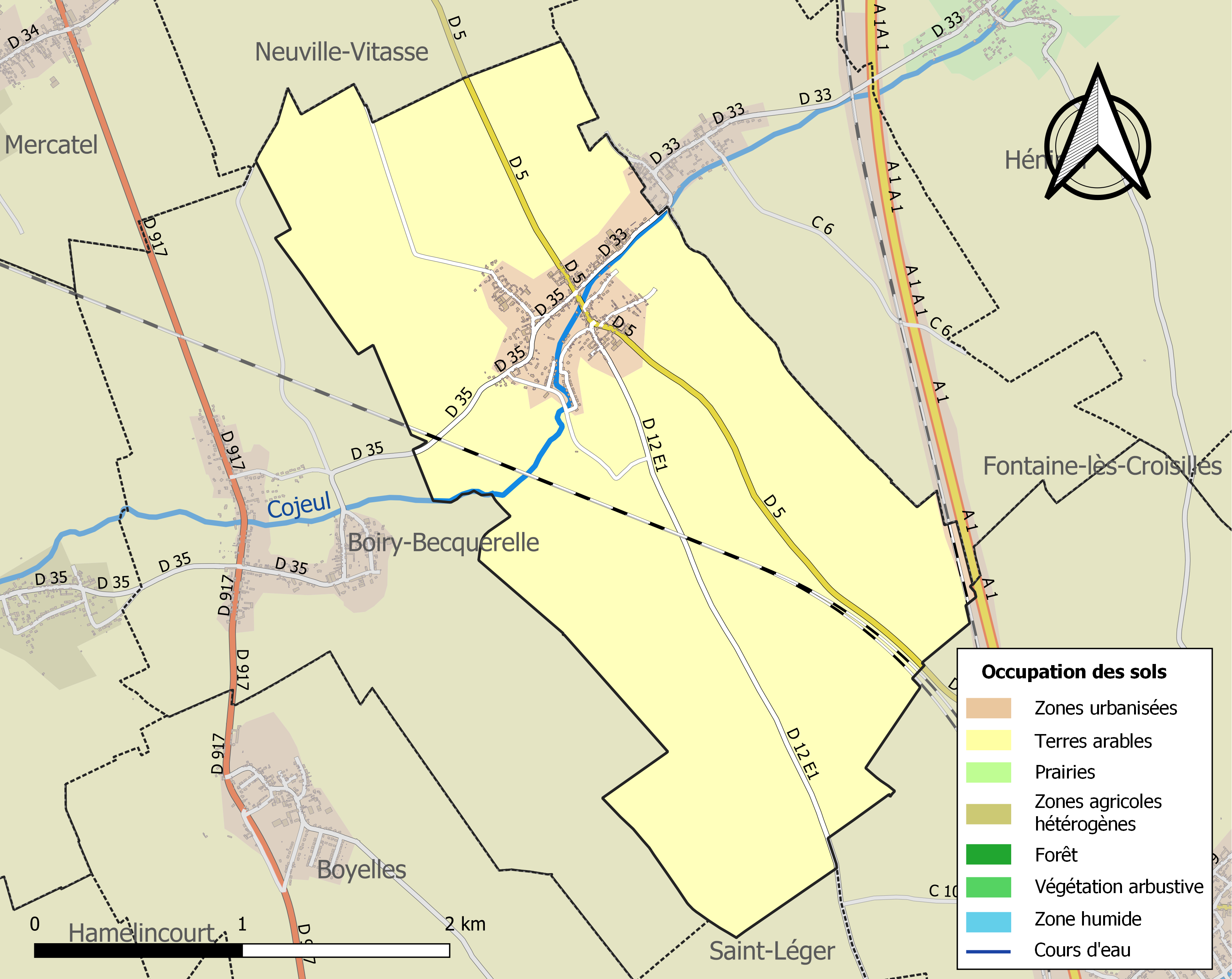
Carte des infrastructures et de l'occupation des sols de la commune en 2018 (CLC).

## Toponymie
Le nom de la localité est attesté sous les formes Henin (1104) ; Hinninum majus (1119) ; Hinninum super Coiol (1119) ; Hinninum Rainardi (1135) ; Henin super Coiul (1141) ; Henin super Cogellum (1154-1159) ; Henninium super fluvium de Cojul (xiie siècle) ; Henin super Cogeolum (1217) ; Hening (1259) ; Henninum supra Quagetum (1306) ; Hennin-sur-Quaioel (1310) ; Hénin-sur-Quagoeil (1313) ; Hénin-sur-Quageul (1325) ; Hennin-sur-Quoioel (1327) ; Hennin-sur-Caizoeul (1500) ; Hénin-sur-le-Caigieul, Hénin-sur-les-Coigeulx (1517) ; Hénin-lez-Goeudiempré (1529) ; Hénin-sur-le-Cognoeul (1591) ; Hénin-sur-Coiseu (1609) ; Hénin-sur-Coegeu (1627) ; Hennin-sur-Cogeuel (1686) ; Hénin-sur-Coyeux (1697) ; Hénin-sur-Cogneul (1720) ; Hénin-sur-Cogueul (1762).
Le Cojeul est un cours d'eau de la région Hauts-de-France, dans le département du Pas-de-Calais.

## Histoire

### Première Guerre mondiale
Pendant la Première Guerre mondiale, après la bataille des Frontières du 7 au 24 août 1914, devant les pertes subies, l'État-Major français décide de battre en retraite depuis la Belgique. Dès le 28 août, les Allemands s'emparent du village d'Hénin-sur-Cojeul et poursuivent leur route vers l'ouest. Dès lors commença l'occupation allemande qui dura jusqu'en 1918. Des arrêtés de la kommandantur obligeaient, à date fixe, sous la responsabilité du maire et du conseil municipal, sous peine de sanctions, la population à fournir : blé, œufs, lait, viande, légumes, destinés à nourrir les soldats du front. Toutes les personnes valides devaient effectuer des travaux agricoles ou d'entretien.

En mars 1917, les Allemands décident de se retirer sur la ligne Hindenburg, ligne fortifiée située juste devant Hénin. Le village est évacué de ses habitants.
Malgré de nombreuses tentatives britanniques  pour d'emparer du village, Hénin-sur-Cojeul ne sera libéré que le 29 août 1918
Entièrement détruit à la suite des bombardements, après l'armistice, les habitants reviendront peu à peu dans la commune et une longue période de reconstruction du village commencera grâce aux dommages de guerre.
Vu les souffrances endurées par la population pendant les quatre années d'occupation et les dégâts aux constructions, la commune s'est vu décerner la croix de guerre 1914-1918 le 23 septembre 1920, distinction également attribuée à 276 autres communes du Pas-de-Calais,.

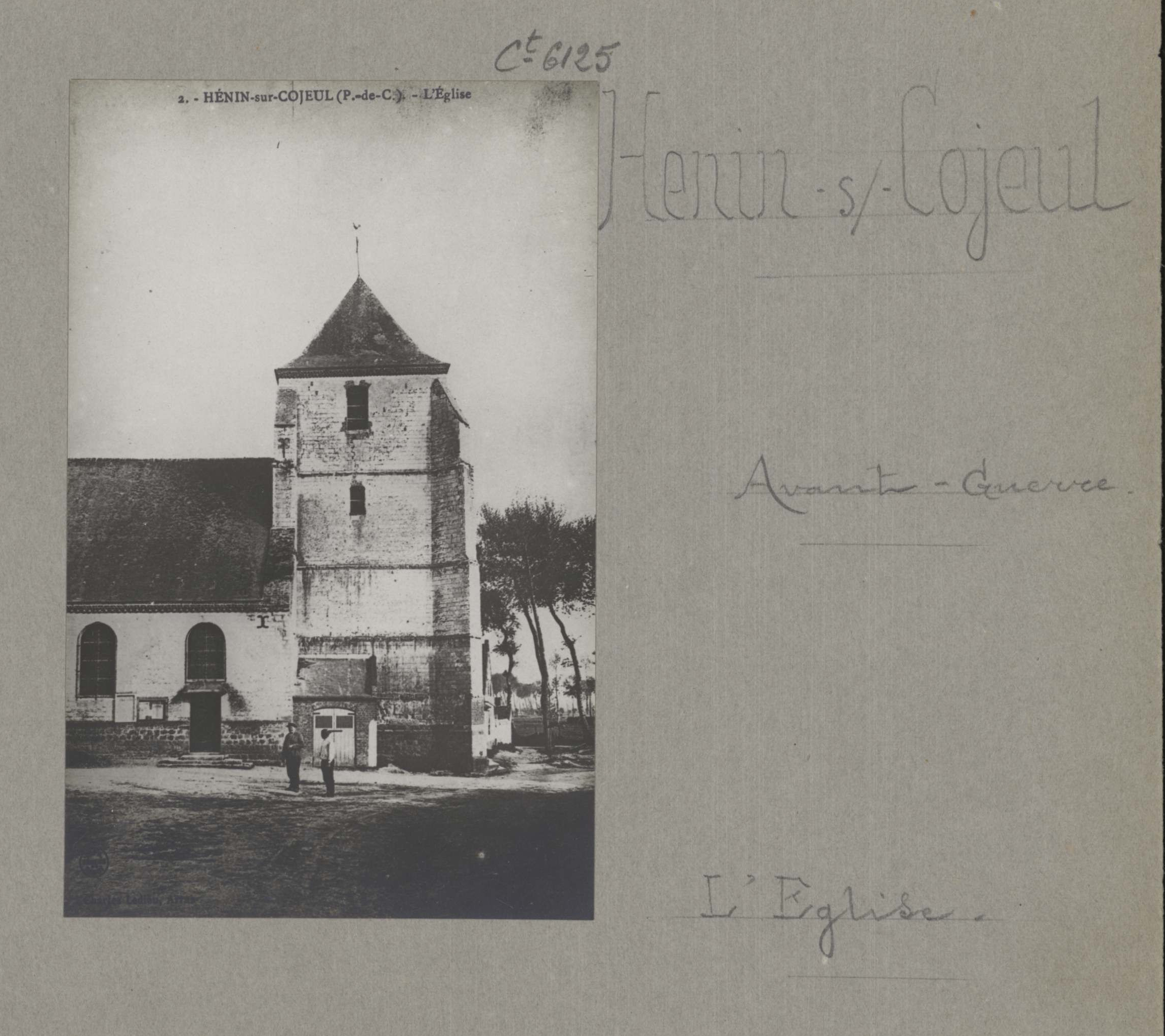
Carte postale de l'église avant 1914.
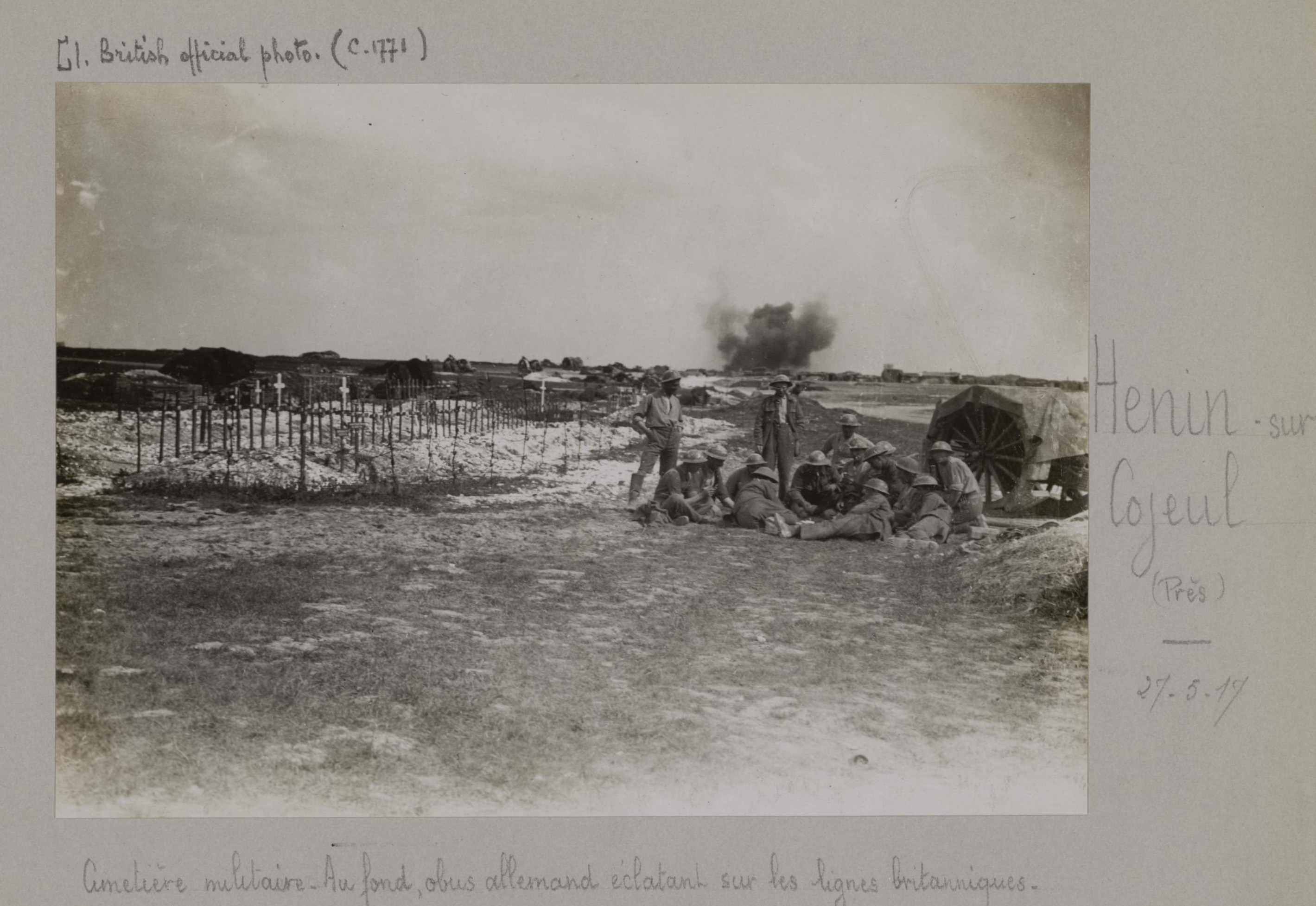
Soldats britanniques sur le front à Hénin en 1917.
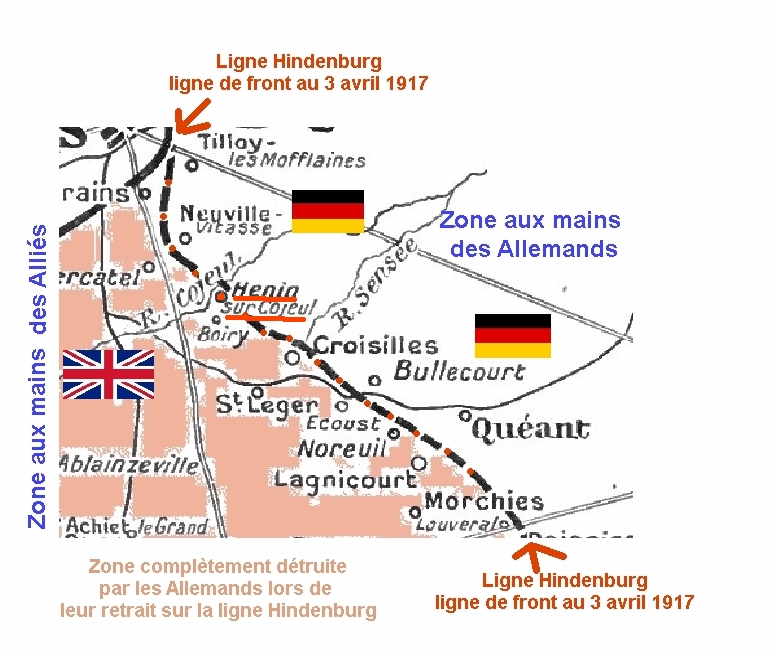
Situation du village en avril 1917 tout près de la Ligne Hindenburg.
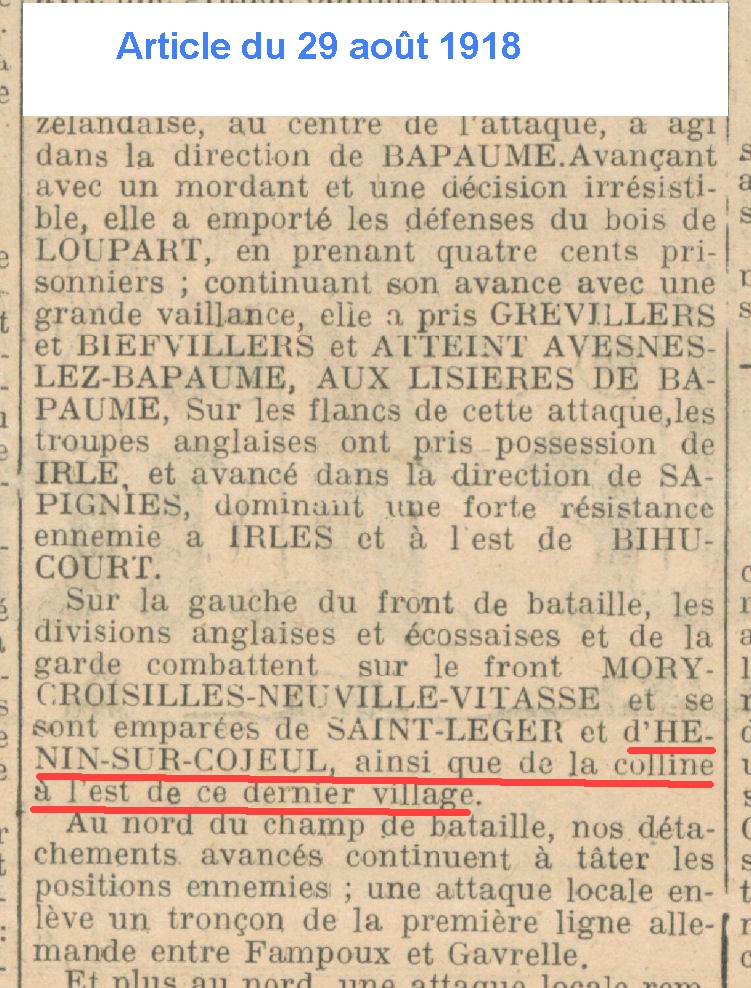
Article de journal mentionnant la libération du village le 29 août 1918.
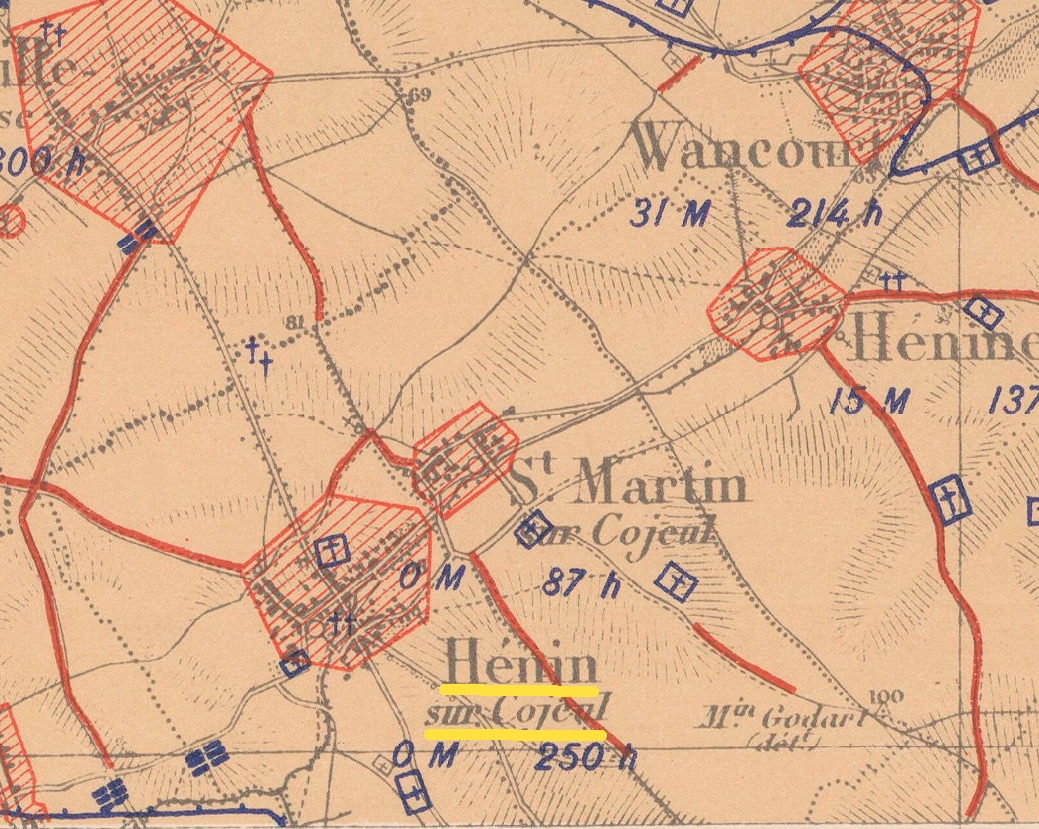
La carte des régions dévastées en 1919 montre que le village est complètement détruit.

## Politique et administration

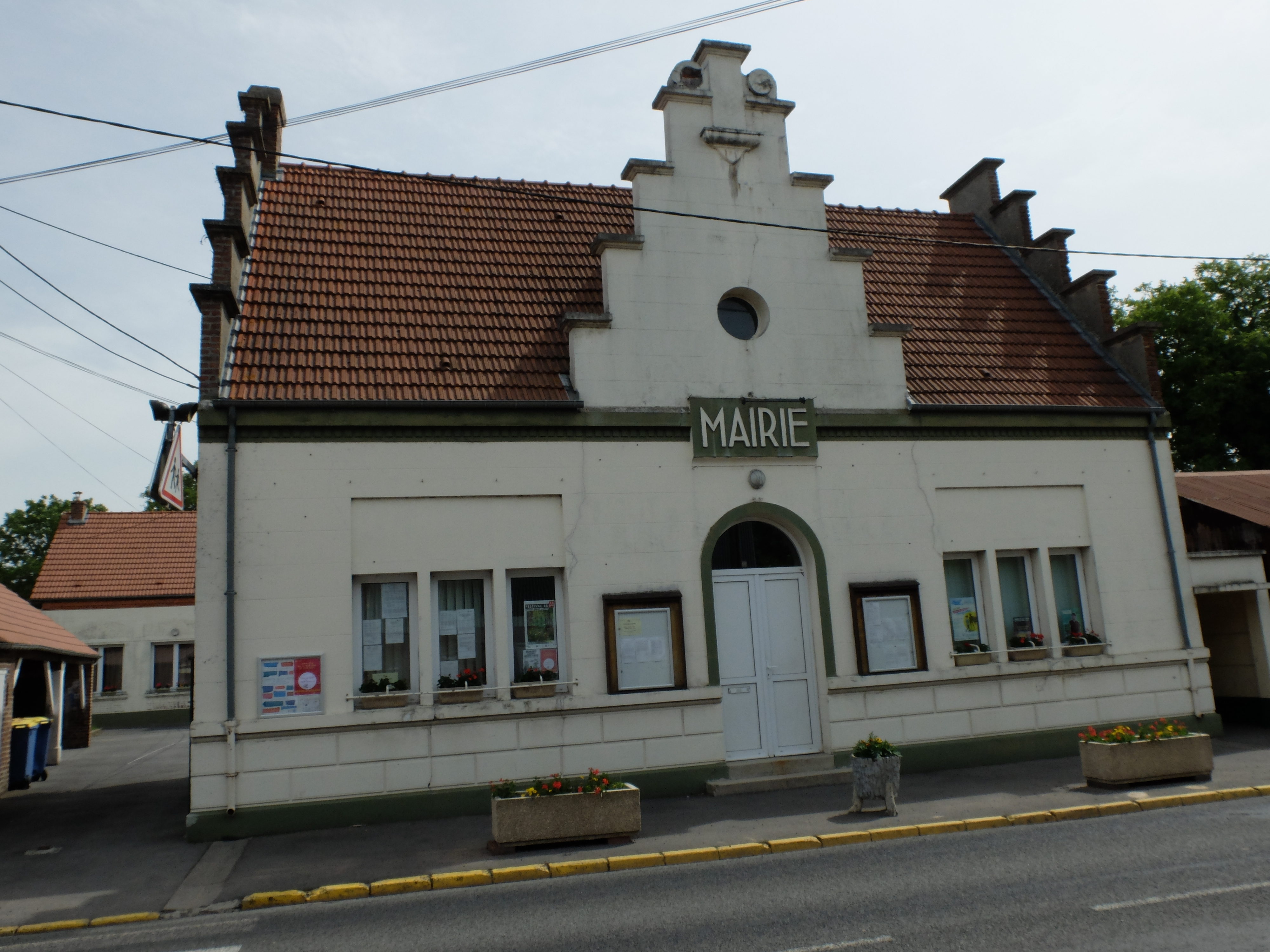
La mairie.

### Découpage territorial
La commune se trouve dans l'arrondissement d'Arras du département du Pas-de-Calais.

#### Commune et intercommunalités
La commune est membre de la communauté urbaine d'Arras.

#### Circonscriptions administratives
La commune est rattachée au canton d'Arras-3.

#### Circonscriptions électorales
Pour l'élection des députés, la commune fait partie de la première circonscription du Pas-de-Calais.

### Élections municipales et communautaires

#### Liste des maires
| Période                                  | Période                    | Identité               | Étiquette | Qualité                                                       |
| ---------------------------------------- | -------------------------- | ---------------------- | --------- | ------------------------------------------------------------- |
| Les données manquantes sont à compléter. |                            |                        |           |                                                               |
| avant 1981                               | ?                          | Jean Antoniazzi        | PCF       |                                                               |
| mars 1983                                | 1989                       | Jean-Pierre Defontaine | MRG       | Député                                                        |
| Les données manquantes sont à compléter. |                            |                        |           |                                                               |
| mars 2001                                | 2018 Démissionnaire        | Pierre Roussez         |           | Réélu pour le mandat 2014-2020,                               |
| 2018                                     | En cours (au 23 mars 2022) | Olivier Maury          |           | Cadre de la fonction publique Réélu pour le mandat 2020-2026, |

## Population et société

### Démographie
Les habitants de la commune sont appelés les Héninois.

#### Évolution démographique
L'évolution du nombre d'habitants est connue à travers les recensements de la population effectués dans la commune depuis 1793. Pour les communes de moins de 10 000 habitants, une enquête de recensement portant sur toute la population est réalisée tous les cinq ans, les populations de référence des années intermédiaires étant quant à elles estimées par interpolation ou extrapolation. Pour la commune, le premier recensement exhaustif entrant dans le cadre du nouveau dispositif a été réalisé en 2008.

En 2022, la commune comptait 528 habitants, en évolution de −0,75 % par rapport à 2016 (Pas-de-Calais : −0,72 %, France hors Mayotte : +2,11 %).
| 1793 | 1800 | 1806 | 1821 | 1831 | 1836 | 1841 | 1846 | 1851 |
| ---- | ---- | ---- | ---- | ---- | ---- | ---- | ---- | ---- |
| 516  | 378  | 510  | 610  | 636  | 627  | 662  | 642  | 604  |

| 1856 | 1861 | 1866 | 1872 | 1876 | 1881 | 1886 | 1891 | 1896 |
| ---- | ---- | ---- | ---- | ---- | ---- | ---- | ---- | ---- |
| 634  | 647  | 642  | 614  | 625  | 605  | 621  | 651  | 655  |

| 1901 | 1906 | 1911 | 1921 | 1926 | 1931 | 1936 | 1946 | 1954 |
| ---- | ---- | ---- | ---- | ---- | ---- | ---- | ---- | ---- |
| 606  | 570  | 490  | 301  | 351  | 333  | 345  | 339  | 317  |

| 1962 | 1968 | 1975 | 1982 | 1990 | 1999 | 2006 | 2008 | 2013 |
| ---- | ---- | ---- | ---- | ---- | ---- | ---- | ---- | ---- |
| 310  | 344  | 324  | 367  | 365  | 372  | 434  | 452  | 500  |

| 2018 | 2022 | - | - | - | - | - | - | - |
| ---- | ---- | - | - | - | - | - | - | - |
| 523  | 528  | - | - | - | - | - | - | - |

#### Pyramide des âges
En 2018, le taux de personnes d'un âge inférieur à 30 ans s'élève à 36,0 %, soit en dessous de la moyenne départementale (36,7 %). De même, le taux de personnes d'âge supérieur à 60 ans est de 22,4 % la même année, alors qu'il est de 24,9 % au niveau départemental.
En 2018, la commune comptait 253 hommes pour 270 femmes, soit un taux de 51,63 % de femmes, légèrement supérieur au taux départemental (51,50 %).
Les pyramides des âges de la commune et du département s'établissent comme suit.
| Hommes | Classe d’âge | Femmes |
| ------ | ------------ | ------ |
| 0,4    | 90 ou +      | 1,5    |
| 5,1    | 75-89 ans    | 7,0    |
| 15,8   | 60-74 ans    | 14,8   |
| 20,9   | 45-59 ans    | 22,2   |
| 22,5   | 30-44 ans    | 17,8   |
| 16,2   | 15-29 ans    | 15,9   |
| 19,0   | 0-14 ans     | 20,7   |

| Hommes | Classe d’âge | Femmes |
| ------ | ------------ | ------ |
| 0,5    | 90 ou +      | 1,6    |
| 5,6    | 75-89 ans    | 8,9    |
| 16,7   | 60-74 ans    | 18,1   |
| 20,2   | 45-59 ans    | 19,2   |
| 18,9   | 30-44 ans    | 18,1   |
| 18,2   | 15-29 ans    | 16,2   |
| 19,9   | 0-14 ans     | 17,9   |

## Économie

### Entreprises et commerces

#### Agriculture
La commune est dans l'« Artois », une petite région agricole dans le département du Pas-de-Calais. En 2020, l'orientation technico-économique de l'agriculture  sur la commune est l'exploitation de grandes cultures (hors céréales et oléo-protéagineux). 
|               | 1988 | 2000 | 2010 | 2020 |
| ------------- | ---- | ---- | ---- | ---- |
| Exploitations | 16   | 6    | 5    | 3    |
| SAU (ha)      | 704  | 509  | 500  | 318  |

Le nombre d'exploitations agricoles en activité et ayant leur siège dans la commune est passé de 16 lors du recensement agricole de 1988  à 6 en 2000 puis à 5 en 2010 et enfin à 3 en 2020, soit une baisse de 81 %. La surface agricole utilisée sur la commune a également diminué, passant de 704 ha en 1988 à 318 ha en 2020. Parallèlement la surface agricole utilisée moyenne par exploitation a augmenté, passant de 44 à 106 ha,.

## Culture locale et patrimoine

### Lieux et monuments
- Le monument aux morts[39].
- Les deux cimetières militaires britanniques implantés sur le territoire de la commune:
  - Hénin Communal Cemetery Extension
  - Hénin Crucifix Cemetery

|  |  |  |

### Personnalités liées à la commune
- Jean-Pierre Defontaine (1937-2022), député et président du RC Lens, mort dans la commune.

### Héraldique, logotype et devise
| Blason de Hénin-sur-Cojeul | Blason  | D'or à la bande de sable chargée en cœur de deux crosses du champ passées en sautoir. Ornements extérieursCroix de guerre 1914-1918 |
| Blason de Hénin-sur-Cojeul | Détails | Le statut officiel du blason reste à déterminer.                                                                                    |

## Pour approfondir